# Bộ Dụng (用)
Bộ Dụng, bộ thứ 101 có nghĩa là "dùng" là 1 trong 23 bộ có 5 nét trong số 214 bộ thủ Khang Hy.
Trong Từ điển Khang Hy có 10 chữ (trong số hơn 40.000) được tìm thấy chứa bộ này.

## Tự hình Bộ Dụng (用)

Giáp cốt văn
Kim văn
Đại triện
Tiểu triện

## Chữ thuộc Bộ Dụng (用)
| Số nét bổ sung | Chữ               |
| -------------- | ----------------- |
| 0              | 用/dụng/ 甩/súy/  |
| 1              | 甪/lộ/            |
| 2              | 甫/phủ/ 甬/dũng/  |
| 4              | 甭/bằng/ 甮/bằng/ |
| 7              | 甯/ninh/          |